# Brahmasūtra
(Brahmasūtra', I,1,1-2)
Il Brahmasūtra (devanāgarī: ब्रह्मसूत्र; lett. "I sūtra (aforismi) sul Brahman"), noto anche come Vedāntasūtra, Uttaramīmāṃsāsūtra o Śārīrakamīmāṃsāsūtra, è quel testo religioso composto in lingua sanscrita posto a fondamento del darśana hindū indicato come Vedānta ("Fine dei Veda"), questo noto anche come Uttaramīmāṃsā ("Esegesi aggiunta"), dove ne compone, unitamente alle Upaniṣad e alla Bhagavadgītā e ai relativi commentari, il "triplice canone" (prasthanātraya).
L'opera è attribuita a Bādarāyaṇa (primi secoli della nostra era) ed è formata, nel testo stabilito, e quindi commentato, da Śaṅkara (VI-VII secolo), di 555 aforismi suddivisi in 4 adhyāya, questi a loro volta divisi in 4 pāda.
Da notare che lo stesso Bādarāyaṇa fa riferimento ad opere di altri autori, come Āśmarathya, Auḍulomi, Kaṛṣṇājini e Kāśakṛtsna (spesso riassunti da una tradizione tarda nella mitica figura di Vyāsa) le quali, tuttavia, non sono giunte a noi.

## Contenuto
I quattro adhyāya del Brahmasūtra trattano:
- il samanvaya (lett. "successione corretta"), ovvero la coerenza della letteratura upaniṣadica, quindi la riconciliazione delle eventuali differenti dottrine vediche;
- lo avirodha (lett. "non opposizione"), ovvero la non contraddizione tra loro delle dottrine upaniṣadiche e la non contraddizione tra queste e il pensare umano, quindi il rigetto delle confutazioni proposte da altre dottrine;
- le sādhana (lett. "gli assolvimenti") ovvero la realizzazione compiuta di tali dottrine quindi il raggiungimento della brahmavidyā, la conoscenza del Brahman;
- il phala, (lett. "frutto") ovvero la descrizione di ciò che si consegue seguendo tale dottrina.

## Dottrine
Lo scopo teologico del Brahmasūtra è quello di offrire unitarietà dottrinaria alla letteratura vedica, con particolare riguardo alla riflessione upaniṣadica, rispondendo da una parte alle sue contraddizioni interne, dall'altra alle dottrine "eterodosse", come quelle  buddhiste, che si andavano diffondendo per il Subcontinente indiano. 
L'analisi di partenza del Brahmasūtra è il Brahman, quella nozione largamente trattata nelle Upaniṣad in qualità di sostrato unitario e di significato ultimo dell'intera realtà universale che, in questa opera, viene incrociata con un'altra nozione, quella dello ātman, qui inteso come Sé individuale: dottrina fondamentale di questo indirizzo è che il Brahman possa essere riconosciuto in sé stessi (quindi nello ātman) per mezzo della conoscenza intuitiva, la quale sola può demolire l'ignoranza spirituale (āvidya).
Il testo degli aforismi del Brahmasūtra si caratterizza, tuttavia, da concisione estrema il che lo rende di difficile interpretazione, se non incomprensibile, senza che vi si accosti un commentario (bhāṣya). 
Da qui i differenti commentari, con le loro diverse interpretazioni del Brahmasūtra, offerti dalle scuole dette del Vedānta.
Rispetto a questi differenti commentari (bhāṣya) al basilare testo del Brahmasūtra di  Bādarāyaṇa, commentari che sono a fondamento delle differenti scuole vedāntiche, va ricordato che anche la critica moderna ha cercato di individuare quale fosse il più coerente con l'insegnamento originario.
Paul Deussen (1845-1919) ha ritenuto che la dottrina monista del kevalādvaita di Śaṅkara, tra l'altro all'origine della  scuola vedāntica più antica, fosse la più coerente. 
Diversamente altri importanti autori quali George Thibaut  (1848-1914), Vinayak Sakharam Ghate  e Louis Renou ritengono che la dottrina detta del bhedābheda ("differenza e non differenza"), propugnata da  Rāmānuja a fondamento del suo viśiṣtādvaita, rifletta maggiormente le intenzioni dottrinarie del Brahmasūtra di  Bādarāyaṇa.